# Bahnhof Hausen i Tal
Der Bahnhof Hausen i Tal ist eine Betriebsstelle der Bahnstrecke Tuttlingen–Inzigkofen. Er befindet sich im Osten der Gemeinde Beuron, einen Kilometer westsüdwestlich des Dorfes Hausen im Tal. Der Bahnhof wurde gemeinsam mit der unter militärischen Erwägungen gebauten Strecke durch das Donautal 1890 in Betrieb genommen.

## Ausstattung
Das Empfangsgebäude zeigt sich als ein spartanisch württembergisch ausgestattetes Bahngebäude, ein dreigeschossiger Landbahnhof mit charakteristischer Bauweise. Ein besonderes eisenbahntechnisches Wahrzeichen ist der heute einsturzgefährdete, typisch badische Wasserturm mit Flachboden und Kegeldach im westlichen Bahnhofsteil.
Der Bahnhof ist wie der Bahnhof Fridingen (b Tuttlingen) mit einem vor Ort bedienten, mechanischen Stellwerk der Einheitsbauart ausgestattet, das 1976 in Betrieb genommen wurde. Die Weichen, die Einfahr- und Ausfahrsignale, sowie die Schranken werden vom Fahrdienstleiter über Drahtzüge gestellt und bedient.
Es sind zwei Hauptgleise vorhanden, von denen Gleis 1 am Hausbahnsteig liegt, Gleis 2 hat hingegen keinen Bahnsteig. Nördlich der Strecke gab es früher ein Ladegleis, das aber zurückgebaut wurde. Die Laderampe und der Prellbock dieses Gleises sind noch sichtbar. 
In Hausen im Tal halten zwei- bis vierstündlich Regional-Express-Züge der DB Regio zwischen Ulm Hauptbahnhof und Donaueschingen (RE 55) sowie einzelne Züge der Hohenzollerischen Landesbahn zwischen Sigmaringen und Tuttlingen (RB 43a).

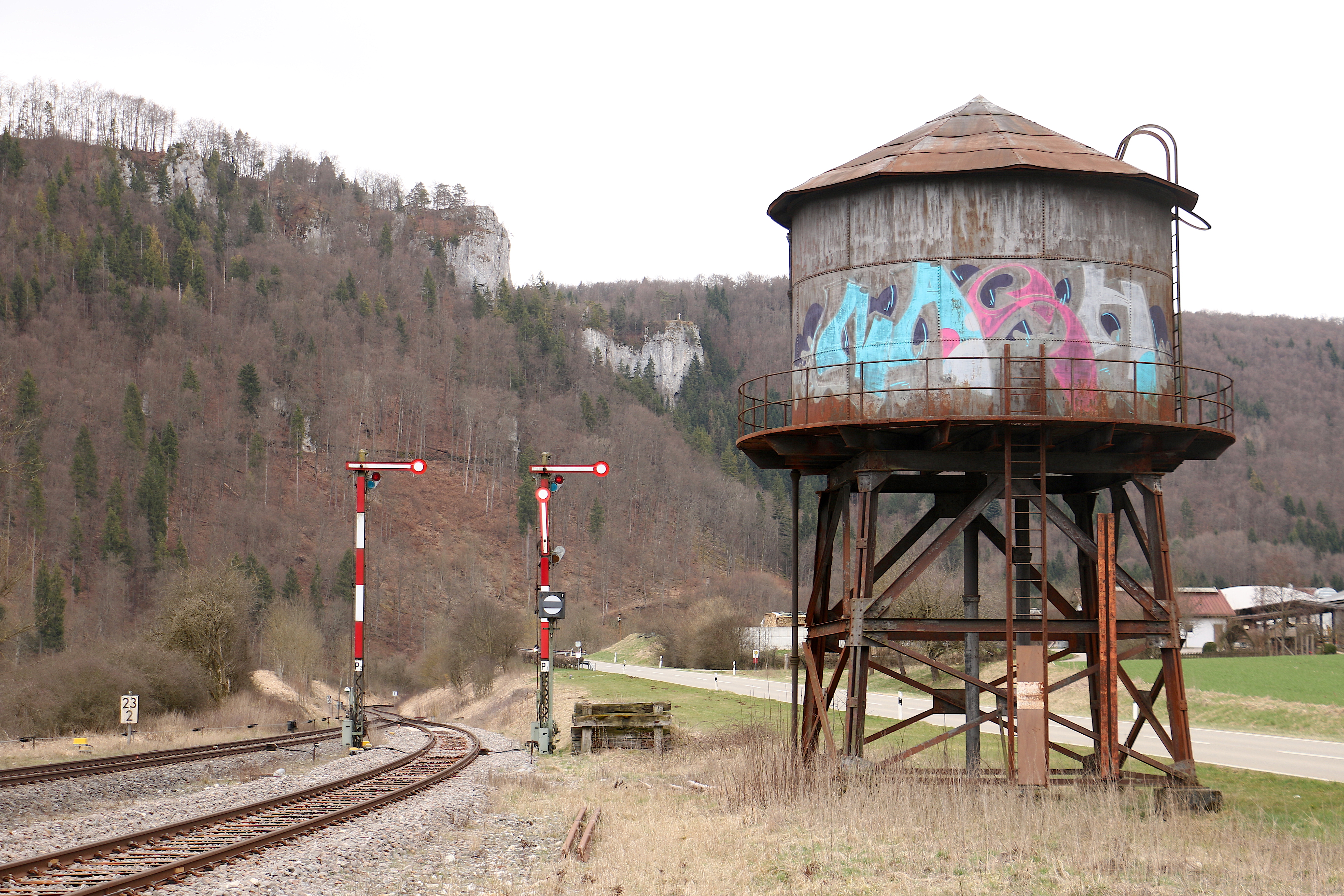
Wasserturm für Dampflokomotiven und Formsignale
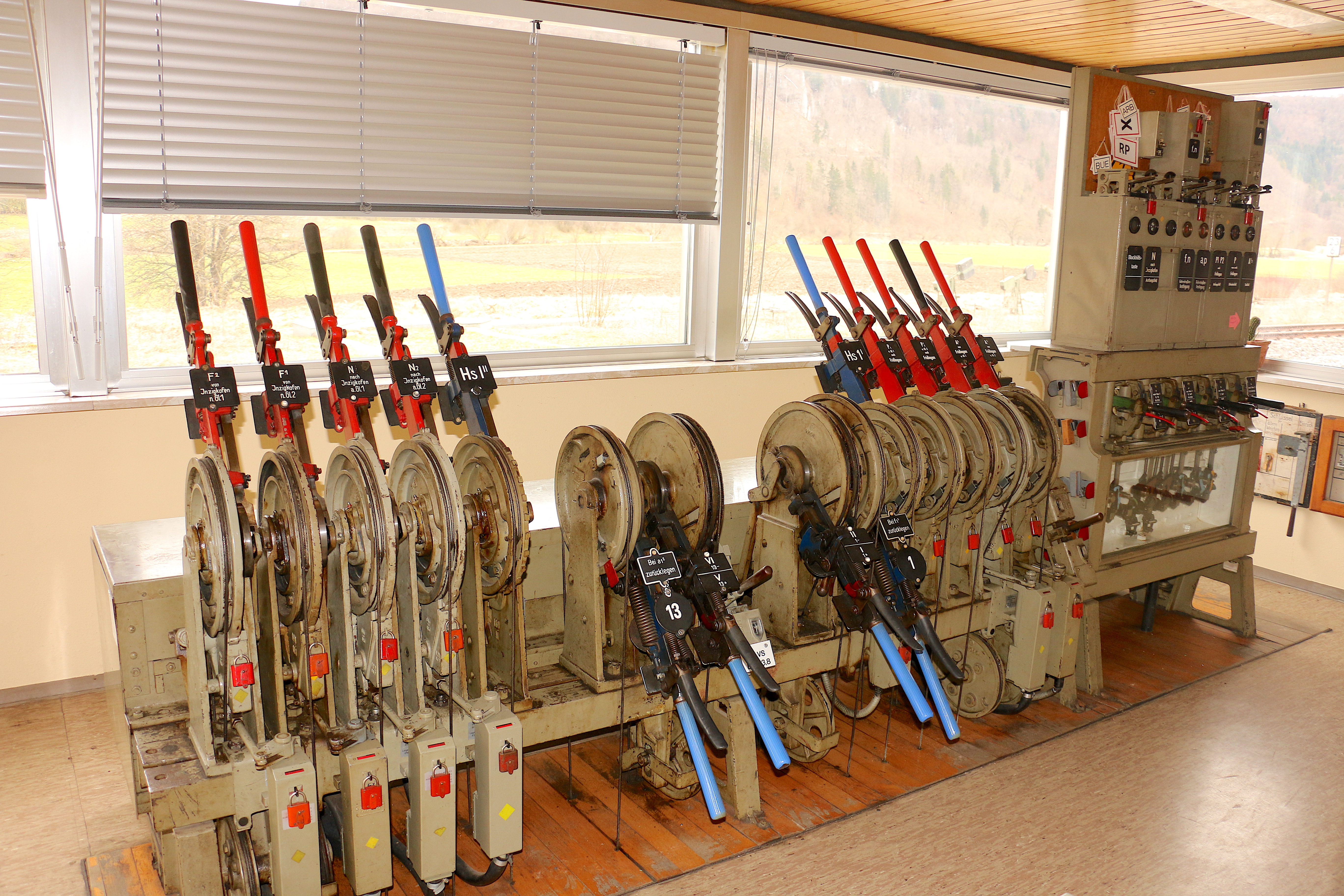
Das mechanische Stellwerk
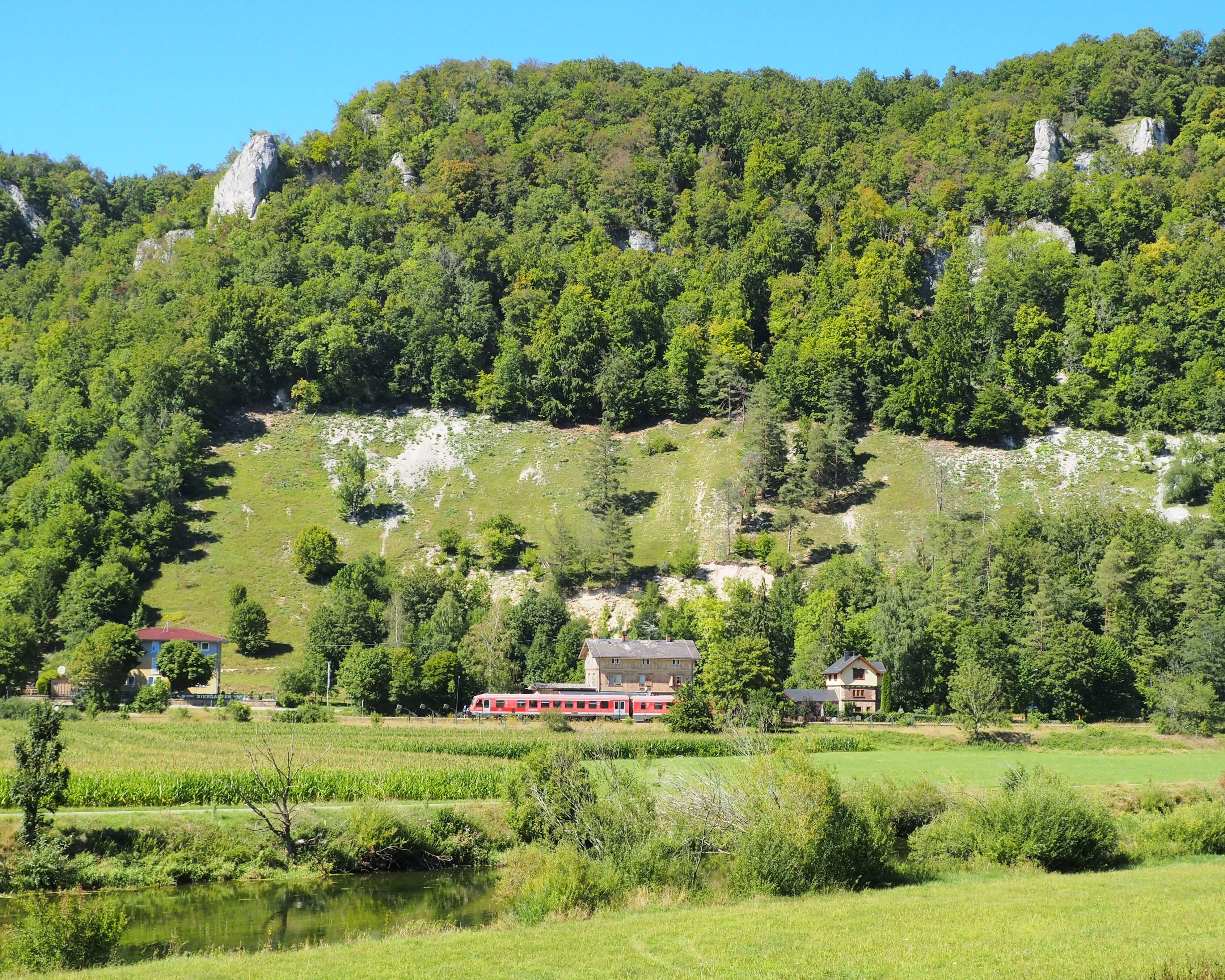
Blick auf den Bahnhof

## Trivia
Der Wasserturm wurde vor Jahren als Modell im Maßstab H0 durch das Unternehmen Faller angeboten.